# Sunne kommun
Sunne kommun är en kommun i Värmlands län. Kommunens centralort är Sunne.
Landskapet präglas av skarpa kontraster mellan milsvida bergplatåer klädda med barrskog och dalgångar som är öppna och uppodlade. Skogsnäringen, med företag som pappersbruket Rottneros Bruk, har under många år dominerat det lokala näringslivet. Pappersbruket är fortfarande av vikt men med tiden har näringslivet blivit mer diversifierat. 
Sedan kommunen bildades 1971 och fram till 2020 har folkmängden legat stabilt mellan 13 112 och 14 044 invånare. Centerpartiet har under lång tid dominerat kommunpolitiken. Efter valet 2022 styr dock en koalition bestående av Moderaterna, Liberalerna och Hela Sunne.

## Administrativ historik
Kommunens område motsvarar socknarna: Gräsmark, Lysvik, Sunne, Västra Ämtervik och Östra Ämtervik. I dessa socknar bildades vid kommunreformen 1862 landskommuner med motsvarande namn.  
Sunne municipalsamhälle inrättades i Sunne landskommun 16 december 1904 och upplöstes vid utgången av 1919 när Sunne köping bildades som en utbrytning ur landskommunen. Köpingskommunen införlivade 1936 områdena Skäggeberg och Åmberg och 1940 områdena Leran och Sundsberg, alla från landskommunen.
Vid kommunreformen 1952 bildades "storkommunen" Stora Sunne (av de tidigare landskommunerna Sunne, Västra Ämtervik och Östra Ämtervik) medan Gräsmarks landskommun och Lysviks landskommun samt Sunne köping förblev oförändrade. 1963 uppgick dock Stora Sunne landskommun i Sunne köping.
Sunne kommun bildades vid kommunreformen 1971 av Sunne köping och Gräsmarks och Lysviks landskommuner.

Kommunen ingick från bildandet till 2005 i Sunne tingsrätts domsaga och från 2005 ingår kommunen i Värmlands tingsrätts domsaga.
| Tabell över kommunsammanslagningar | Tabell över kommunsammanslagningar | Tabell över kommunsammanslagningar | Tabell över kommunsammanslagningar | Tabell över kommunsammanslagningar | Tabell över kommunsammanslagningar | Tabell över kommunsammanslagningar | Tabell över kommunsammanslagningar | Tabell över kommunsammanslagningar | Tabell över kommunsammanslagningar |
| ---------------------------------- | ---------------------------------- | ---------------------------------- | ---------------------------------- | ---------------------------------- | ---------------------------------- | ---------------------------------- | ---------------------------------- | ---------------------------------- | ---------------------------------- |
| –1862                              | –1862                              | 1863–1918                          | 1863–1918                          | 1919–1951                          | 1919–1951                          | 1952–1962                          | 1963–1970                          | 1971–Idag                          | 1971–Idag                          |
| Härad                              | Socken                             | Landskommun och Köping             | Landskommun och Köping             | Landskommun och Köping             | Landskommun och Köping             | Storkommun                         | Storkommun                         | Enhetskommun                       | Enhetskommun                       |
| Fryksdals härad                    | Sunne sn                           | Sunne ln                           | Sunne ln                           |                                    |                                    |                                    | Sunne köping                       | Sunne kommun                       | Sunne kommun                       |
| Fryksdals härad                    | Sunne sn                           | Sunne ln                           | Sunne ln                           | Stora Sunne ln                     |                                    |                                    | Sunne köping                       | Sunne kommun                       | Sunne kommun                       |
| Fryksdals härad                    | Västra Ämterviks sn                | Västra Ämterviks ln                | Västra Ämterviks ln                | Västra Ämterviks ln                | Västra Ämterviks ln                |                                    | Sunne köping                       | Sunne kommun                       | Sunne kommun                       |
| Fryksdals härad                    | Östra Ämterviks sn                 | Östra Ämterviks ln                 | Östra Ämterviks ln                 | Östra Ämterviks ln                 | Östra Ämterviks ln                 |                                    | Sunne köping                       | Sunne kommun                       | Sunne kommun                       |
| Fryksdals härad                    | Gräsmarks sn                       | Gräsmarks ln                       | Gräsmarks ln                       | Gräsmarks ln                       | Gräsmarks ln                       | Gräsmarks ln                       | Gräsmarks ln                       | Sunne kommun                       | Sunne kommun                       |
| Fryksdals härad                    | Lysviks sn                         | Lysviks ln                         | Lysviks ln                         | Lysviks ln                         | Lysviks ln                         | Lysviks ln                         | Lysviks ln                         | Sunne kommun                       | Sunne kommun                       |

## Geografi
Sunne kommun gränsar till kommunerna Arvika, Forshaga, Hagfors, Kil, Munkfors och Torsby.

### Topografi och hydrografi
Topografi i kommunen präglas av skarpa kontraster mellan milsvida bergplatåer klädda med barrskog och dalgångar med som är öppna och uppodlade. Berggrunden består primärt av röda gnejser och är nästintill helt täckt av morän. I kommunen finns Frykensjöarna som ligger i den nord–sydliga sprickdalen Fryksdalen. Dalen vidgas vid förgreningen mot Rottnens dalgång i väster  till en bördig lerslätt. Lerslätten fortsätter mot nordöst kring Björkälven, som ligger I en parallella sidodal. I dalstråken finns inslag av ädellövskog, björkdungar och örtrika ängsmarker, de finns också som isolerade öar i skogsbygden.
Bland berg i kommunen hittas exempelvis Blåbärskullen och Tossebergsklätten (Gurlita klätt) och bland vattendrag exempelvis Björka älv, Granån och Kymsälven.
Nedan presenteras andelen av den totala ytan 2020 i kommunen jämfört med riket.
|  | Bebyggelse (3,5 %) |

|  | Skog (82,8 %) |

|  | Öppen myrmark (2,6 %) |

|  | Jordbruksmark (8,8 %) |

|  | Övrig mark (2,2 %) |

|  | Bebyggelse (3,1 %) |

|  | Skog (68,0 %) |

|  | Öppen myrmark (7,2 %) |

|  | Jordbruksmark (7,4 %) |

|  | Övrig mark (14,3 %) |

### Administrativ indelning
Fram till 2016 var kommunen för befolkningsrapportering indelad i fem församlingar – Gräsmarks, Lysviks, Sunne, Västra Ämterviks och Östra Ämterviks.

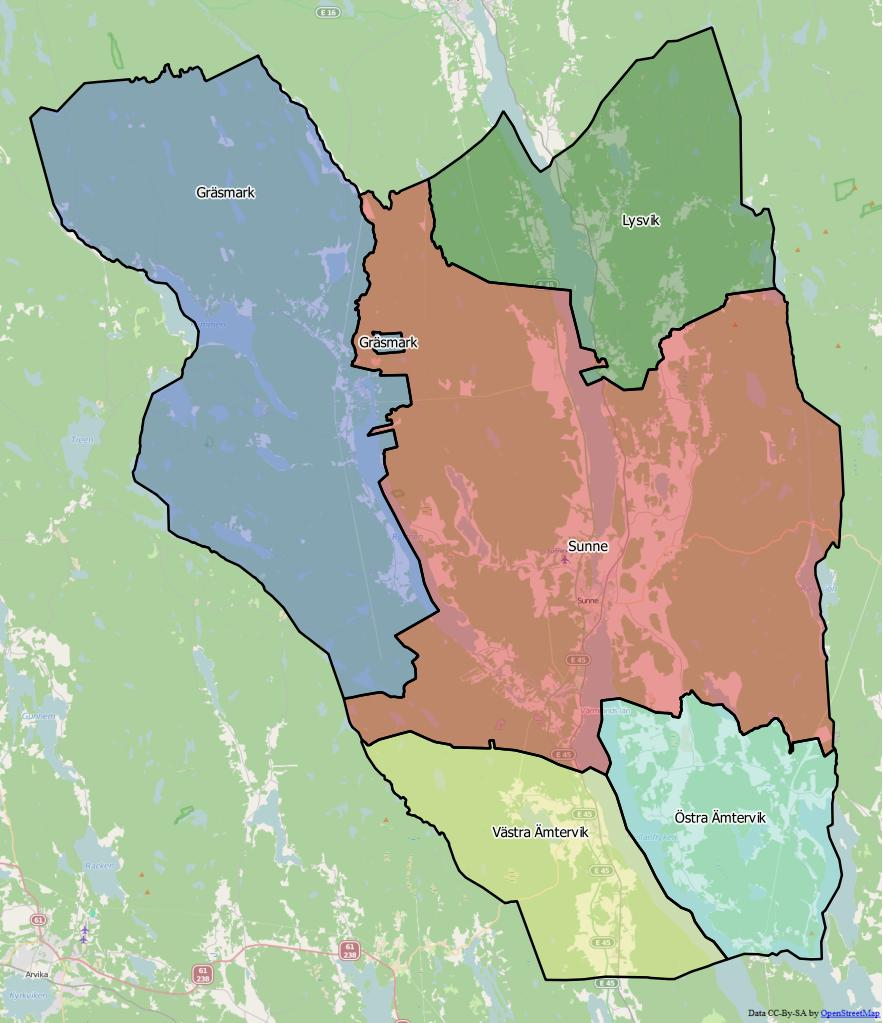
Distrikt (socknar) inom Sunne kommun

Från 2016 indelas kommunen istället i fem  distrikt, vilka motsvarar de tidigare socknarna: Gräsmark, Lysvik, Sunne, Västra Ämtervik och Östra Ämtervik. Antalet församlingar i kommunen förändrades inte mellan 1999 (sista året med statskyrkan) och 2015.

### Naturskydd
År 2022 fanns fyra naturreservat i Sunne kommun – Gettjärnsklätten, Kalvhöjden, Sånebyklätten och Tiskaretjärn.
Gettjärnsklätten bildades 1976 och är skyddat som naturreservat på grund av "områdets rika fauna och flora". Kalvhöjden utgörs av ängsmark och syftet med reservatet, som bildades 1972, är att "bevara och vårda ett ålderdomligt odlingslandskap i finnbygden, samt att i största möjliga utsträckning göra detta med traditionella metoder och redskap". År 1989 bildades reservatet Sånebyklätten.  Syftet var "att skydda och bevara det geologiskt intressanta området". Tiskaretjärn, liksom Gettjärnsklätten och Kalvhöjden,  bildades på 1970-talet, närmare bestämt 1978. Syftet var att "bevara och vårda ett ålderdomligt odlingslandskap i finnbygden, samt att i största möjliga utsträckning göra detta med traditionella metoder och redskap".

### Tätorter
År 2020 bodde 48,8 procent av kommunens invånare i någon av kommunens tätorter, vilket var lägre än motsvarande siffra för riket där genomsnittet var 87,6 procent. Vid Statistiska centralbyråns tätortsavgränsning 2020 fanns det fem tätorter i Sunne kommun:
| Tätort          | Befolkning |
| --------------- | ---------- |
| Sunne           | 5 113      |
| Rottneros       | 400        |
| Västra Ämtervik | 375        |
| Lysvik          | 331        |
| Uddheden        | 286        |

Centralorten är i fet stil.

### Postadress
I kommunen finns sex postorter, som motsvarar orterna med omnejd. De mindre samhällena tilldelas alltså till någon av nedanstående orter. Postnumren är 686 XX. Postnumren 686 01 till 93 tillhör Sunne, 686 94 Rottneros, 686 95 Västra Ämtervik, 686 96 Östra Ämtervik, 686 97 Lysvik och 686 98 Gräsmark.

## Styre och politik

### Styre
Centerpartiet har under lång tid dominerat kommunpolitiken. Sunne kommun styrdes fram till 2022 av Centerpartiet under cirka 50 år, undantaget några år efter valet 2014.
Från 2014 till 2016 styrdes kommunen av en koalition bestående av Socialdemokraterna, Hela Sunne, Miljöpartiet och Vänsterpartiet. Konstellationen delades dock under 2016 och den 1 september tog en borgerlig koalition över bestående av Centerpartiet, Moderaterna och Liberalerna med Gunilla Ingemyr som nytt kommunalråd. 
År 2018 fick denna nya koalition inte igenom sin budget i kommunfullmäktige, vilket ledde till att Socialdemokraternas budget istället gick igenom. Detta eftersom  Socialdemokraterna ensamma hade fler röster än Liberalerna och Centerpartiet tillsammans, medan övriga partier lagt ned sina röster. Förhandlingar efter valet 2018 ledde till att Centerpartiet och Socialdemokraterna bildade nytt  majoritetsstyre i kommunen. Centerpartiet blev återigen största partiet och  Kristdemokraterna tog plats i kommunfullmäktige.
Valet 2022 ledde till maktskifte och koalitionen Sunnesamverkan, bestående av Moderaterna, Liberalerna och Hela Sunne tog över makten i ett minoritetsstyre. Partierna uppgav att "fokus under mandatperioden kommer att ligga på vård, skola och omsorg".

### Kommunfullmäktige

#### Presidium
| Presidium 2022–2026    | Presidium 2022–2026 | Presidium 2022–2026 |
| ---------------------- | ------------------- | ------------------- |
| Ordförande             | M                   | Fredrik Andersson   |
| Förste vice ordförande | L                   | Barbro Dolling      |
| Andre vice ordförande  | S                   | Kari Gjulem         |

#### Mandatfördelning 1970–2022
| 16 | 15 | 5 | 5 |

| 38 |

| 15 | 17 | 4 | 5 |

| 32 | 9 |

| 14 | 17 | 4 | 6 |

| 30 | 11 |

| 14 | 16 | 4 | 7 |

| 27 | 14 |

|  | 15 | 15 | 3 | 7 |

| 29 | 12 |

|  | 15 |  | 13 | 4 | 7 |

| 30 | 11 |

| 15 | 2 | 14 | 4 | 6 |

| 27 | 14 |

| 13 | 2 |  | 11 | 2 | 2 | 10 |

| 25 | 16 |

|  | 15 | 3 | 11 | 2 |  | 8 |

| 23 | 18 |

| 3 | 14 | 2 | 10 | 2 | 3 | 7 |

| 20 | 21 |

| 2 | 12 | 2 |  | 13 | 4 | 2 | 5 |

| 23 | 18 |

|  | 12 |  | 2 | 15 | 2 |  | 7 |

| 23 | 18 |

| 2 | 12 | 2 | 2 | 14 | 2 | 7 |

| 20 | 21 |

|  | 12 | 2 | 5 | 4 | 9 | 2 | 6 |

| 20 | 21 |

|  | 10 |  | 4 | 5 | 11 | 3 |  | 5 |

| 23 | 18 |

|  | 9 |  | 3 | 6 | 7 | 3 | 2 | 9 |

| 20 | 21 |

För valresultat äldre än 1970, se respektive landskommun; Sunne köping, Lysviks landskommun eller Gräsmarks landskommun.

### Nämnder

#### Kommunstyrelse
Kommunstyrelsen i Sunne kommun utgörs av 11 ordinarie ledamöter. Dess ordförande är kommunens kommunalråd. Under kommunstyrelsen finns tre utskott: allmänna utskottet, bildningsutskottet och socialutskottet.

#### Lista över kommunstyrelsens ordförande
| Namn | Namn                 | Från           | Till           | Politisk tillhörighet |
| ---- | -------------------- | -------------- | -------------- | --------------------- |
|      | Arne Hult            |                | 1985           | Centerpartiet         |
|      | Karl-Johan Adolfsson | 1995           | 2006-12-31     | Centerpartiet         |
|      | Ola Persson          | 2007-01-01     | 2014-12-31     | Centerpartiet         |
|      | Tobias Eriksson      | 2015-01-01     | 2016 september | Socialdemokraterna    |
|      | Gunilla Ingemyr      | 2016 september | 2020 augusti   | Centerpartiet         |
|      | Kristina Lundberg    | 2020 september | 2022-12-31     | Centerpartiet         |
|      | Henrik Frykberger    | 2023-01-01     |                | Moderaterna           |

#### Övriga nämnder
Avser mandatperioden 2022–2026.
| Nämnd                      | Ordförande | Ordförande        | Vice ordförande | Vice ordförande    |
| -------------------------- | ---------- | ----------------- | --------------- | ------------------ |
| Miljö- och bygglovsnämnden | M          | Per Börestam      | S               | Lars-Olov Eriksson |
| Valnämnden                 | L          | Barbro Dolling    | C               | Morgan Setherberg  |
| Överförmyndarnämnden       | L          | Eva Michel-Edgren | S               | Kari Gjulem        |
| Krisledningsnämnden        | M          | Henrik Frykberger | S               | Linda Johansson    |

### Internationella relationer

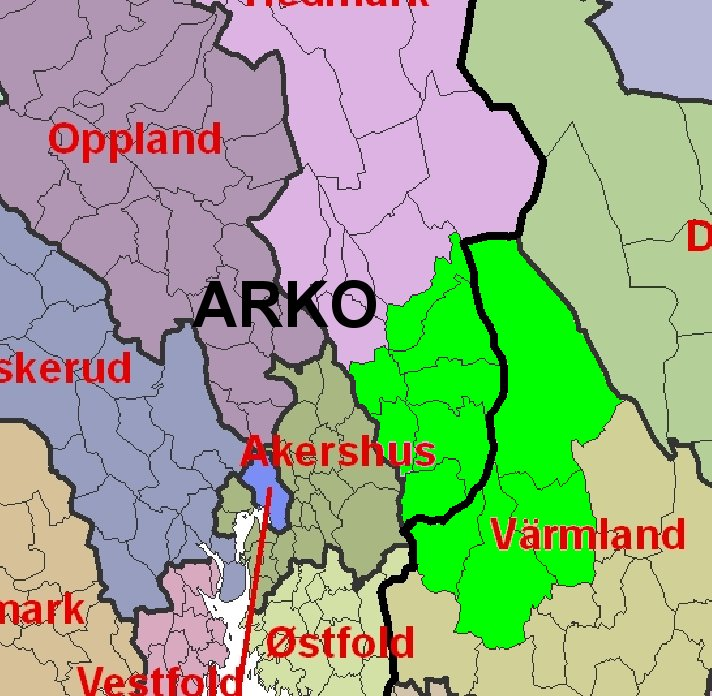
Kommuner som ingår i samarbetet ARKO

Kommunen är med i den gränsöverskridande svensk-norska samarbetsregionen ARKO och tillhör samma lokala arbetsmarknadsregion som Torsby kommun. Vidare har kommunen två vänorter: Elverum, Innlandet fylke, Norge och Siilinjärvi, Norra Savolax, Finland.

## Ekonomi och infrastruktur

### Näringsliv
Skogsnäringen, med företag som pappersbruket Rottneros Bruk, har under många år dominerat det lokala näringslivet. Pappersbruket är fortfarande av vikt men med tiden har näringslivet blivit mer diversifierat. Bland viktiga företag i början av 2020-talet kan nämnas Anva Polytech AB, som tillverkar gummiprodukter, och Tetra Pak Packaging Material AB som gör förpackningar. Största aarbetsgivare var dock kommunen själv.

#### Turism
Turismen hade fram till början av 2020-talet vuxit och blivit allt viktigare, med besöksmål som minnesgården Mårbacka över Selma Lagerlöf, skulptur- och blomsterparken Rottneros park, skidanläggningen Ski Sunne, samt bad- och campinganläggningen Kolsnäsudden med festivalen Fryksdalsdansen.

### Infrastruktur

#### Transporter
Dalgångarnas nord-sydliga inriktning har präglat kommunikationerna genom området, från 1800-talets ångbåtstrafik på Frykensjöarna, via järnvägen Fryksdalsbanan till Europaväg 45.
Genom kommunen går även länsvägarna 238 och 241.

## Befolkning

### Demografi

#### Befolkningsutveckling
Kommunen har 13 360 invånare (31 mars 2025), vilket placerar den på 173:e plats avseende folkmängd bland Sveriges kommuner.
| Befolkningsutvecklingen i Sunne kommun 1810–2020      | Befolkningsutvecklingen i Sunne kommun 1810–2020 | Befolkningsutvecklingen i Sunne kommun 1810–2020 | Befolkningsutvecklingen i Sunne kommun 1810–2020 | Befolkningsutvecklingen i Sunne kommun 1810–2020 |
| ----------------------------------------------------- | ------------------------------------------------ | ------------------------------------------------ | ------------------------------------------------ | ------------------------------------------------ |
|                                                       |                                                  |                                                  |                                                  |                                                  |
| År                                                    |                                                  |                                                  | Folkmängd                                        |                                                  |
| 1810                                                  | 1810                                             |                                                  | 13 626                                           |                                                  |
| 1820                                                  | 1820                                             |                                                  | 15 446                                           |                                                  |
| 1830                                                  | 1830                                             |                                                  | 17 617                                           |                                                  |
| 1840                                                  | 1840                                             |                                                  | 20 070                                           |                                                  |
| 1850                                                  | 1850                                             |                                                  | 22 716                                           |                                                  |
| 1860                                                  | 1860                                             |                                                  | 25 322                                           |                                                  |
| 1870                                                  | 1870                                             |                                                  | 26 550                                           |                                                  |
| 1880                                                  | 1880                                             |                                                  | 26 824                                           |                                                  |
| 1890                                                  | 1890                                             |                                                  | 23 946                                           |                                                  |
| 1900                                                  | 1900                                             |                                                  | 22 481                                           |                                                  |
| 1910                                                  | 1910                                             |                                                  | 21 088                                           |                                                  |
| 1920                                                  | 1920                                             |                                                  | 21 659                                           |                                                  |
| 1930                                                  | 1930                                             |                                                  | 20 630                                           |                                                  |
| 1940                                                  | 1940                                             |                                                  | 19 423                                           |                                                  |
| 1950                                                  | 1950                                             |                                                  | 18 201                                           |                                                  |
| 1960                                                  | 1960                                             |                                                  | 16 598                                           |                                                  |
| 1970                                                  | 1970                                             |                                                  | 14 044                                           |                                                  |
| 1975                                                  | 1975                                             |                                                  | 13 618                                           |                                                  |
| 1980                                                  | 1980                                             |                                                  | 13 344                                           |                                                  |
| 1985                                                  | 1985                                             |                                                  | 13 112                                           |                                                  |
| 1990                                                  | 1990                                             |                                                  | 13 564                                           |                                                  |
| 1995                                                  | 1995                                             |                                                  | 13 971                                           |                                                  |
| 2000                                                  | 2000                                             |                                                  | 13 619                                           |                                                  |
| 2005                                                  | 2005                                             |                                                  | 13 586                                           |                                                  |
| 2010                                                  | 2010                                             |                                                  | 13 255                                           |                                                  |
| 2015                                                  | 2015                                             |                                                  | 13 208                                           |                                                  |
| 2020                                                  | 2020                                             |                                                  | 13 335                                           |                                                  |
| Anm: All statistik baserar sig på dagens kommungräns. |                                                  |                                                  |                                                  |                                                  |

## Kultur
Kulturellt räknas kommunen till Fryksdalen, centralt belägen i landskapet Värmland, samt förr i tiden i Fryksdals härad. 

### Kulturarv
I Sunne finns ett flertal bevarade hembygdsgårdar samt ungefär 15 bygdegårdar.
Sunne hembygdsgård ligger i utkanten av ortens centrum, i stadsdelen Åmberg. Här finns museer och andra byggnader som en lanthandel, en smedja och ett skolhus. På platsen finns även Sunne gamla tingsgård och en skrädderiverkstad. Här finns även ett vandrarhem med plats för ungefär 65 personer.
Askersbygården är den största av byggnaderna. Den uppfördes från början i Askersby men hotades av förfall. Tack vare stora donationer flyttades den och byggdes upp 1956 och invigdes 1957, den finns tillgänglig för uthyrning.

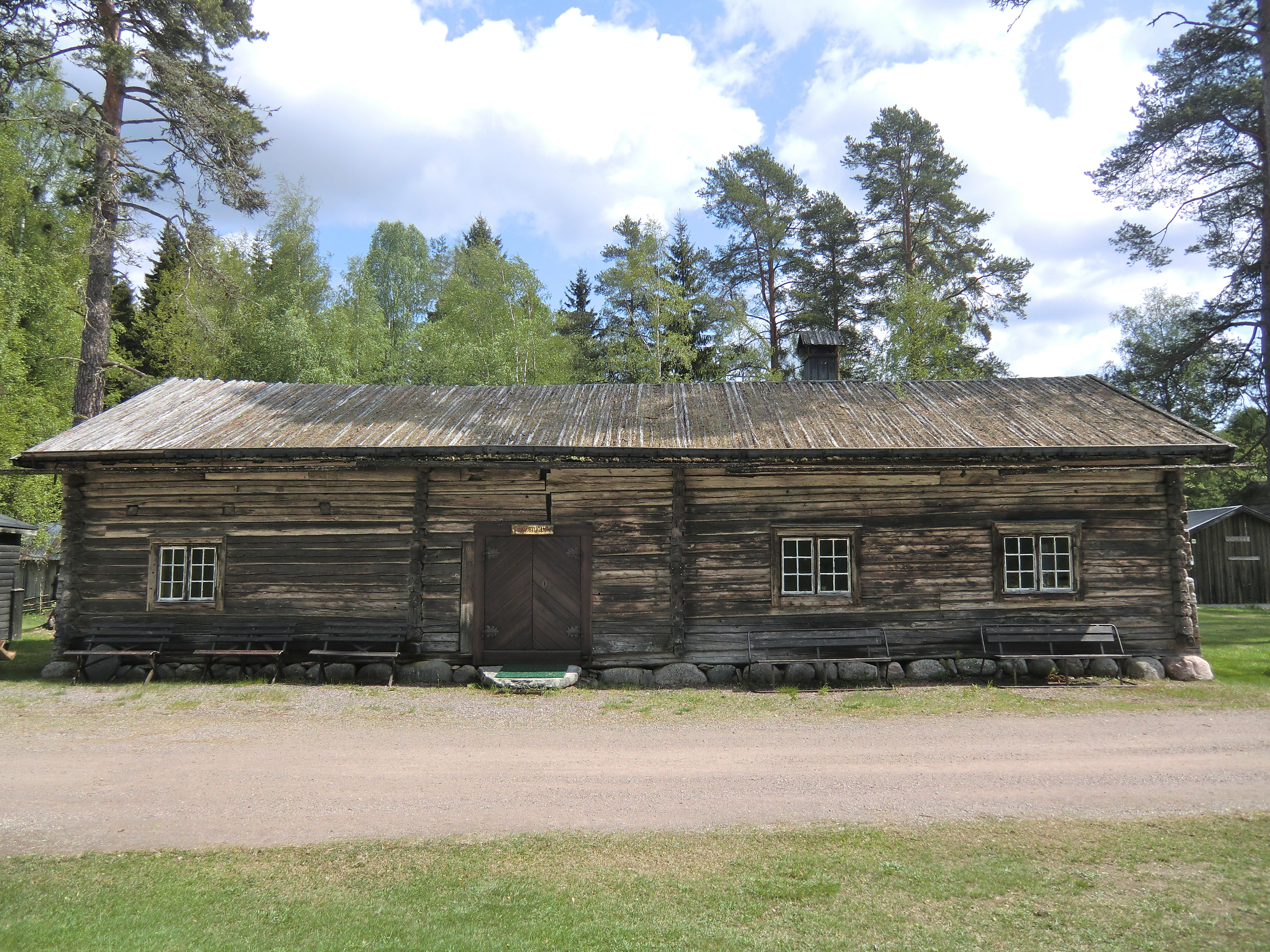
Skogfinsk rökstuga från Rintetorp, Timbonäs hemman som år 1921 flyttades till Gräsmarks hembygdsgård.

Gräsmarks hembygdsgård ligger nära sjön Rottnen och har ett tiotal hitflyttade byggnader. Här finns mycket kultur från de finska invandrarna som bott på platsen. Här finns även en dansbana och sommartid hålls det arrangemang på platsen, speciellt under juli då det är aktiviteter varje helg.
Lysviks hembygdsgård och Berga gård ligger på en höjd på östra sidan av sjön Fryken. Här finns Lysviks socken första skolhus som i början av 1980-talet flyttades till Berga gård. Här finns nu ett bygdemuseum, en lanthandel. På Berga gård finns vandrarhem med 51 platser som även går att hyra för arrangemang och konferenser.
Fram till 1950-talet drevs brunn på Ås Brunn, Östra Emterviks hembygdsgård som Selma Lagerlöfs far Erik Gustaf Lagerlöf var med och startade 1855 ca 3 kilometer söder om Mårbacka. Huvuddelen av hembygdsgården består av en parstuga från 1700-talet. Här finns även en friluftsscen och en smedja samt Brunnsrestaurangen som sommartid används till festaktiviteter. Brunnsrestaurangen drev bland annat verksamhet med gyttjebad, massage och bastubad fram till 1940 då den blev militärförläggning.
På platsen ligger även ett bankmuseum från Östra Emterviks Sparbank grundad 1889 och verksam fram till 1996. Efter nedläggningen fick hembygdsföreningen ta över alla inventarier från banken som till mångt och mycket sett likadan ut sedan den öppnade.
I augusti varje år spelas det teater ur Selma Lagerlövs böcker i samband med Lagerlöfsfesten som firas på platsen.
I Västra Ämtervik ligger Västra Ämterviks hembygdsgård med sju byggnader. Den största är Mangårdsbyggnaden från sent 1700-tal som flyttades till platsen i början av 1950-talet från en gård i Kisterud. Här finns även ett soldattorp från Ransbysätern som idag inhyser försäljning av lokala hantverk under sommartid. Bland byggnaderna finns även en bod från Brunskog, byggd på stolpar.

### Kommunvapen
Blasonering: I blått fält en genomgående bro av silver i ett spann, åtföljda ovanför av två korslagda båtshakar överlagda med en stolpvis ställd yxa och undertill av en framifrån sedd båt, allt av silver.
Gamla Sunne landskommun fick detta vapen fastställt av Kungl Maj:t 1944. Från 1952 fördes det vidare av Stora Sunne landskommun tills denna kommun lades samman med Sunne köping 1963, då det övertogs av denna. 1974 registrerades det i PRV för nuvarande Sunne kommun.